# The Art of Walking
The Art of Walking je čtvrté album americké experimentální rockové skupiny Pere Ubu, vydané v červnu roku 1980.

## Seznam skladeb
Všechny skladby napsali Pere Ubu, mimo "Horses" (Mayo Thompson).
1. "Go" – 3:34
2. "Rhapsody in Pink" – 3:35
3. "Arabia" – 4:58
4. "Young Miles in the Basement" – 4:20
5. "Misery Goats" – 2:37
6. "Loop" – 3:14
7. "Rounder" – 3:25
8. "Birdies" – 2:27
9. "Lost in Art" – 5:11
10. "Horses" – 2:34
11. "Crush This Horn" – 3:00

## Sestava
- Mayo Thompson – kytara, piáno, doprovodný zpěv, sólový zpěv („Loop" & "Horses“)
- Scott Krauss – bicí, lesní roh, piáno, bicí automat
- Tony Maimone – baskytara, piáno, varhany
- Allen Ravenstine – syntezátory EML
- David Thomas – zpěv, Vox Continental, bicí („Lost In Art“)